# Lajos Májer
Lajos Májer (ur. 24 sierpnia 1956 w Sárbogárdzie, zm. 11 marca 1998 w Székesfehérvárze) – węgierski piłkarz występujący na pozycji pomocnika, reprezentant kraju.

## Życiorys
Był wychowankiem Sárbogárd SE, a w 1972 roku został juniorem Videotonu. W 1974 roku został włączony do pierwszej drużyny. W NB I zadebiutował 30 listopada 1974 roku w przegranym 0:5 spotkaniu z Rába Vasas ETO. 17 kwietnia 1976 roku zadebiutował w reprezentacji podczas zremisowanego 0:0 towarzyskiego meczu z Jugosławią. Większość klubowej kariery spędził w Videotonie, dla którego rozegrał ponad 300 spotkań w lidze i z którym dotarł do finału Pucharu UEFA w 1985, zdobywając również gola w rewanżowym meczu finałowym z Realem Madryt. W 1988 roku wyjechał za granicę, grając w klubach niższych lig austriackich i niemieckich. W 1990 roku wrócił na Węgry, zostając zawodnikiem Velencetours SC. Karierę piłkarską zakończył w 1992 roku. Zginął w 1998 roku w wypadku samochodowym.

## Statystyki ligowe
| Sezon         | Klub           | Liga | Mecze | Gole |
| ------------- | -------------- | ---- | ----- | ---- |
| 1974/1975     | Videoton SC    | NB I | 9     | 0    |
| 1975/1976     | Videoton SC    | NB I | 18    | 3    |
| 1976/1977     | Videoton SC    | NB I | 30    | 4    |
| 1977/1978     | Videoton SC    | NB I | 34    | 11   |
| 1978/1979     | Videoton SC    | NB I | 10    | 1    |
| 1979/1980     | Videoton SC    | NB I | 29    | 8    |
| 1980/1981     | Videoton SC    | NB I | 28    | 4    |
| 1981/1982     | Videoton SC    | NB I | 31    | 5    |
| 1982/1983     | Videoton SC    | NB I | 14    | 5    |
| 1983/1984     | Videoton SC    | NB I | 23    | 6    |
| 1984/1985     | Videoton SC    | NB I | 25    | 5    |
| 1985/1986     | Videoton SC    | NB I | 29    | 3    |
| 1986/1987     | Videoton SC    | NB I | 9     | 1    |
| 1987/1988 (j) | Rába Vasas ETO | NB I | 3     | 0    |
| 1987/1988     | Videoton SC    | NB I | 16    | 2    |